# کیم جی یونگ: متولد ۱۹۸۲
کیم جی یونگ: متولد ۱۹۸۲ (کره‌ای: 82년생 김지영؛ انگلیسی: Kim Ji-young: Born 1982) یک فیلم درام محصول سال ۲۰۱۹ کره جنوبی با بازی جونگ یومی و گونگ یو است. این فیلم بر پایهٔ رمان پرفروش با همین نام به نویسندگی چو نام جو است.

## بازیگران

### اصلی
- جونگ یو-می در نقش کیم جی یونگ
- گونگ یو در نقش جونگ ده هیون